# Kurtiella pedroana
Kurtiella pedroana ist eine Muschel-Art aus der Familie der Linsenmuscheln (Montacutidae). Die Art lebt kommensal in der Kiemenhöhle des Zehnfußkrebses Blepharipoda occidentalis Randall, 1840.

## Merkmale
Das oft etwas ungleichklappige, mäßig aufgeblähte Gehäuse ist eiförmig und am Vorderende etwas gelängt. Der Vorderrand ist stark, der Hinterrand weniger stark gekrümmt. Der Ventralrand ist fast gerade. Die vergleichsweise großen Gehäuse werden bis 9,2 mm lang. Die Höhe erreicht etwa 80 % der Länge. Die opisthogyraten Wirbel sitzen etwas hinter der Mitte der Gehäuselänge. Das Gehäuse ist am Vorderende oft geringfügig nach der einen oder anderen Seite verdreht. Dadurch ist auch eine Klappe etwas weniger stark aufgebläht. Das Schloss besitzt unter dem Wirbel ein kräftig ausgebildetes Resilium, das in einem tiefen Resilifer sitzt. Es ist kein externes Ligament vorhanden. Die rechte Klappe besitzt einen vorderen, langen und einen hinteren, kürzeren lamellenartigen Zahn. Die beiden Lamellen divergieren v-förmig zu beiden Seiten des Resiliums. Der dorsale Gehäuserand und die beiden lamellenartigen Zähne schließen jeweils eine Längsgrube zwischen sich ein. Die linke Klappe besitzt zwei dünne Lamellen, etwa parallel zum dorsalen Gehäuserand, die in die beiden Längsgruben der rechten Klappe passen.
Die Schalen sind vergleichsweise dünn. Die Oberfläche ist kreidig-weiß mit groben, unregelmäßigen, konzentrischen Anwachslinien. Das Periostracum ist dick, gelb bis braun-schwarz gefärbt. Der Prodissoconch misst 37 μm in der Länge.
Die Mantelränder sind am Hinterrand verwachsen, von der "Ferse" des Fußes bis zum Wirbel. Ausgenommen von der Verwachsung ist ein Bereich im hinteren Teil des Ventralrandes für das ausströmende Wasser. Die freien Enden des Mantels sind etwas verdickt und mit kurzen, stumpfen Ausstülpungen (Papillen) besetzt. Die Mantelränder lappen nicht auf die äußere Gehäuseoberfläche über. Die Muskeleindrücke sind deutlich ausgeprägt. Der vordere Schließmuskel ist länglich, der hintere Schließmuskel rundlich. Die beiden Fußretraktormuskeln sitzen direkt bei den Schließmuskeln. Die Mantellinie ist vollständig. Der muskulöse Fuß ist spatenförmig mit einer mehr oder weniger deutlichen Sohle. Die ventrale Längsgrube erstreckt sich über fast die gesamte Länge des Fußes. Sie ist begrenzt von drüsigen Gewebe; an der "Ferse" sitzt eine Schleimdrüse.
Die Kiemen bestehen nur aus dem inneren Halbblatt. Die Lamellen sind nur durch wenige Lamellenbrücken miteinander verbunden. Der Kiemenraum dient als Brutkammer, in der die Eier bzw. die sich entwickelnden Larven zurückgehalten werden. Die Labialpalpen sind klein. Der Schlund (Oesophagus) ist mäßig kurz und weitet sich gleichmäßig zum einfachen Magen hin. In die große Zentralkammer öffnen sich drei Gänge der Verdauungsdrüsen. Der Sack des Kristallsacks ist lang, zeigt ziemlich genau nach hinten und verläuft parallel dem Enddarm. Der Mitteldarm ist getrennt vom Sack des Kristallstiels und verläuft direkt ohne Schleife. Die Gonaden können Eier und Spermien enthalten, die Tiere sind also echte simultane Hermaphroditen, zumindest zu einem bestimmten Zeitpunkt im Lebenszyklus.

## Geographische Verbreitung, Lebensraum und Lebensweise
Kurtiella pedroana lebt mit Byssusfäden an den Kiemen angeheftet in der Kiemenhöhle des Zehnfußkrebses Blepharipoda occidentalis Randall, 1840. Dort filtert die Muschel Nahrung aus dem vorbeiströmenden Wasser. Sie ernährt sich also nicht von ihrem Wirt, sondern wird als Kommensale von dessen Kiemenaktivität mit ausreichender Nahrung versorgt. Der Vorteil für die Muschel besteht darin, dass sie in den Kiemen vergleichsweise gut geschützt ist und durch den Wasserstrom durch die Kiemen des Wirtes mehr Nahrungspartikel bekommt als in der freien Meeresströmung. Dennoch kann diese Lebensweise den Wirt schädigen. Zwar wird die Sauerstoffaufnahme des Krebses durch die Muscheln, die sich an den Kiemen festgesetzt haben, nicht oder nicht messbar beeinträchtigt, jedoch kommt es an den Anheftungsstellen oft zu Nekrosen des Kiemengewebes. Die Existenz frei lebender Exemplare lässt aber darauf schließen, dass die Muschel auch ohne die interspezifische Wechselbeziehung mit dem Krebs Blepharipoda occidentalis lebensfähig ist.
Kurtiella pedroana besitzt einen gut entwickelten Byssusapparat, der in der Lage ist, fast zu jeder Zeit und schnell, wenn es notwendig ist, neue Byssusfäden zu produzieren (z. B. wenn der Wirt seine Kiemen putzt und den Kommensalen losreißt). Das oft etwas ungleichklappige Gehäuse ist nicht korreliert mit der Position innerhalb der Kiemenhöhle des Krebses.
Wie Kurtiella pedroana auf das periodische Häuten seines Wirtes reagiert, ist nicht bekannt. Denkbar wäre, dass Kurtiella pedroana zwischen zwei Häutungen einen Lebenszyklus vollendet oder dass die Muschel sich vom Häutungshemd löst und sich erneut an denselben Wirt (oder an einen anderen Wirt) anheftet oder auch zum freien Leben übergeht. Kurtiella pedroana wurde gelegentlich auch frei lebend gefunden.
Kurtiella pedroana ist wirtsspezifisch und wurde bisher an den drei anderen Arten der Gattung Blepharipoda nicht nachgewiesen. Auch an den zwei nahe verwandten Arten von Lophomastix kommt Kurtiella pedroana nicht vor.
Die Eier werden intern befruchtet und zunächst in der Mantelhöhle zurückgehalten. Dort entwickeln sich die Larven zu planktotrophen Veliger-Larven mit einem D-förmigen Prodissoconch mit einer Gehäuselänge von 157 bis 186 μm (Mittelwert: 175 μm).

## Taxonomie
Das Taxon wurde 1899 von William Healey Dall als Mysella pedroana aufgestellt. Die MolluscaBase stellt die Art in die Gattung Kurtiella Gofas & Salas, 2008.

## Belege